# Euploea albodiscalis
Euploea albodiscalis är en fjärilsart som beskrevs av Hans Fruhstorfer 1910. Euploea albodiscalis ingår i släktet Euploea och familjen praktfjärilar. Inga underarter finns listade i Catalogue of Life.